# ارنستو خیمنس کابایرو
ارنستو خیمنس کابایرو (اسپانیایی: Ernesto Giménez Caballero‎؛ ۲ اوت ۱۸۹۹ – ۱۵ مهٔ ۱۹۸۸) یک فیلم‌ساز، نویسنده، دیپلمات، سیاستمدار و از پیشگامان فاشیسم در اسپانیا بود.
استنلی جی. پین مورخ آمریکایی که در زمینهٔ تاریخ اسپانیا تخصص دارد، او را «گابریله دانونزیو اسپانیا» لقب داده‌است.
وی مدتی در ارتش «مراکش اسپانیا» خدمت کرد و تحت تأثیر شارل موراس کتابی از تجربیات خود در آنجا به نام «یادداشت‌های مراکشی یک سرباز» منتشر کرد که باعث خشم شدید فرماندهان ارتش شد و او را به رندان افکندند؛ اما با عفو و دستور ژنرال میگوئل پریمو ده ریورا آزاد شد.
آثار او را بخشی از جنبش ادبی-هنری فراواقع‌گرایی می‌دانند. او تحت تأثیر انتقادات خوزه ارتگا یی گاست از دموکراسی قرار گرفت، اما خودش همچون میگل د اونامونو، یک ملی‌گرا شد. وی در ایتالیا از دوستان کورتزیو مالاپارته، جووانی جنتیله و فیلیپو تومازو مارینتی و شاید تحت تأثیر آنها، عقاید فاشیستی پیدا کرد و در سال ۱۹۲۹ میلادی رسماً در مجله‌ای که خودش بنیان نهاده بود، اعلام کرد که به جنبش فاشیسم پیوسته‌است. در اسپانیا او به حزب فالانژ اسپانیا پیوست و با آنکه طی جنگ داخلی اسپانیا به ایتالیا گریخت، اما از همان‌جا فرانسیسکو فرانکو را تشویق می‌کرد که فالانژها و کارلیست‌ها را متحد و همبسته کند و به‌همین سبب پُست «قائم‌مقام وزیر آموزش ملی» در کابینهٔ فرانکو به او اهدا شد.
یکی از کارهای عجیب او تلاشش برای به عقد درآوردن «پیلار»، خواهر خوزه آنتونیو پریمو دریورا با آدولف هیتلر بود تا به عقیده خودش، هیتلر را «نرم‌تر» و «کاتولیک‌تر» کند.
پس از جنگ داخلی اسپانیا، او بیشتر عمرش را در خارج از اسپانیا بود و شغل‌های متفاوتی در سفارت‌خانه‌های اسپانیا در کشورهایی چون پاراگوئه و برزیل داشت، تا آنکه در سال ۱۹۵۸ میلادی به‌عنوان سفیر اسپانیا در پاراگوئه انتخاب شد و ۱۴ سال در این مقام ماند.
وی در سن ۸۸ سالگی به‌دنبال عمل آب‌مروارید و به‌سبب وضعیت بد جسمانی در خانه‌اش در بیسو در ۱۴ مه ۱۹۸۸ درگذشت.